# Enoch Kobelau
Enoch Kobelau (zm. 28 marca lub 3 kwietnia 1512 we Fromborku) – duchowny katolicki, prepozyt kapituły warmińskiej.
Pochodził z rodziny pomezańskiego szlachcica Nikodema Kobelau. W 1467 uzyskał prowizję papieską na godność kanonika warmińskiego. W 1468 w Rzymie był sekretarzem Mikołaja Tungena, którego wspierał w staraniach o potwierdzenie wyboru na biskupa warmińskiego po śmierci Pawła Legendorfa. Tungen ostatecznie utrzymał się na biskupstwie (wbrew woli króla polskiego), za co odwdzięczył się Enochowi Kobelau wystaraniem się dla niego o prałaturę prepozyta w kapitule warmińskiej. Kobelau został prepozytem warmińskim przed 20 czerwca 1476, zastępując zmarłego Marka Wolkau.
Kobelau był jednym z najaktywniejszych kanoników fromborskich i stałym doradcą biskupa Tungena. Wspierał biskupa w walce o niezależność diecezji od króla Polski, szczególnie w zakresie swobodnego wyboru ordynariusza, i po śmierci Tungena przeprowadził w lutym 1489 pospieszną elekcję jego następcy, Łukasza Watzenrodego. Także z biskupem Watzenrodem współpracował blisko, reprezentując go na zjazdach stanów pruskich oraz w czasie spotkań z wysłannikami wielkiego mistrza zakonu krzyżackiego.
W odróżnieniu od wielu współczesnych mu kanoników – np. Mikołaja Kopernika, który znalazł się w kapitule warmińskiej pod koniec XV wieku – posiadał święcenia kapłańskie. Był fundatorem paramentów kościelnych, a zapisem testamentowym wsparł budowę domu dla ubogich przy szpitalu Ducha Świętego we Fromborku oraz kartuzów gdańskich. Zmarł we Fromborku niemal dokładnie w tym samym czasie co biskup Watzenrode – według Teresy Borawskiej w przeddzień zgonu biskupa, według Jerzego Sikorskiego nazajutrz po pogrzebie Watzenrodego, zgodnie z ówczesnym prawem kanonicznym będąc krótko, w związku z wakatem na stolicy biskupiej, zarządcą diecezji. Pochowany został w katedrze fromborskiej.
Prawdopodobnie był spokrewniony z Eliaszem Kobelau, również wieloletnim kanonikiem warmińskim (prowizja papieska w 1424, ale godność kanonika dopiero w lutym 1432), zmarłym 22 lutego 1472 we Fromborku.